# Pitcairnia wilburiana
Pitcairnia wilburiana là một loài thực vật có hoa trong họ Bromeliaceae. Loài này được Utley ex L.B.Sm. & Read miêu tả khoa học đầu tiên năm 1975.